# Austin (Indiana)
Pour les articles homonymes, voir Austin.
Austin est une municipalité américaine située dans le comté de Scott en Indiana.

## Géographie
Austin est située dans le sud-est de l'Indiana sur l'Interstate 65, entre Indianapolis et Louisville.
Selon le Bureau du recensement des États-Unis, la municipalité s'étend sur 2,58 milles carrés (6,68 km2).

## Histoire
La localité est fondée en 1853, peu après la construction du chemin de fer local, le Jeffersonville Railroad. Elle est nommée en référence à Austin (Texas) par des vétérans de la guerre américano-mexicaine. Son économie est d'abord tournée vers le bois, avant de s'orienter vers l'industrie de la conserve à partir des années 1890.

## Démographie
Lors du recensement de 2010, sa population est de 4 295 habitants.
Austin connaît un taux de pauvreté de 23 %, au-dessus de la moyenne de l'État et de la moyenne nationale. En 2015, la ville est touchée par une épidémie de VIH, principalement causée par l'injection illégale d'un antidouleur (l'opana) dans un contexte de crise des opioïdes aux États-Unis,. Au total, 190 personnes sont infectées dans cette petite ville rurale.